# Greg Jones (tenisista)
Greg Jones (ur. 31 stycznia 1989 w Sydney) – australijski tenisista.
Startując jeszcze jako junior Australijczyk osiągnął w 2007 roku finał Rolanda Garrosa w grze pojedynczej chłopców.
Karierę tenisową Jones rozpoczął w 2007, a po raz ostatni zagrał w październiku 2017. W grze pojedynczej wygrywał rozgrywki ITF Men's Circuit. W 2012 roku po raz pierwszy wystąpił w turnieju głównym Wielkiego Szlema, podczas Australian Open, gdzie przegrał w 1 rundzie z Ołeksandrem Dołhopołowem.
W 2010 roku Jones zdobył srebrny medal podczas igrzysk wspólnoty narodów w grze pojedynczej.
W rankingu singlowym Jones najwyżej był na 179. miejscu (26 kwietnia 2010), a w klasyfikacji deblowej na 216. pozycji (1 listopada 2010).